# 卡森·帕尔默
卡森·帕尔默（英語：Carson Palmer），1979年12月27日—），美式足球四分卫。
帕尔默原先在南加州大学打球，2002年获海斯曼杯（Heisman Trophy）。2003年，他以状元秀的身份被辛辛那提孟加拉虎队选中。此后，他在孟加拉虎队效力了八个赛季，曾两次入选明星碗。2011年转会至奥克兰突袭者队。2013年转会至亚利桑那红雀队。他是四分卫乔丹·帕尔默的哥哥。